# Biegacz gajowy
Biegacz gajowy (Carabus nemoralis) – gatunek dużego chrząszcza z rodziny biegaczowatych.
Występujący w centralnej Europie, wprowadzony również na tereny Ameryki Północnej. Dorosły osobnik osiąga zwykle od 22 do 26 mm długości. Żyje na terenach zalesionych, pod kamieniami oraz opadłymi liśćmi i korą. Często można go spotkać na terenach rolniczych, jak i w miejskich ogrodach. Żywi się dżdżownicami (Lumbicidae).

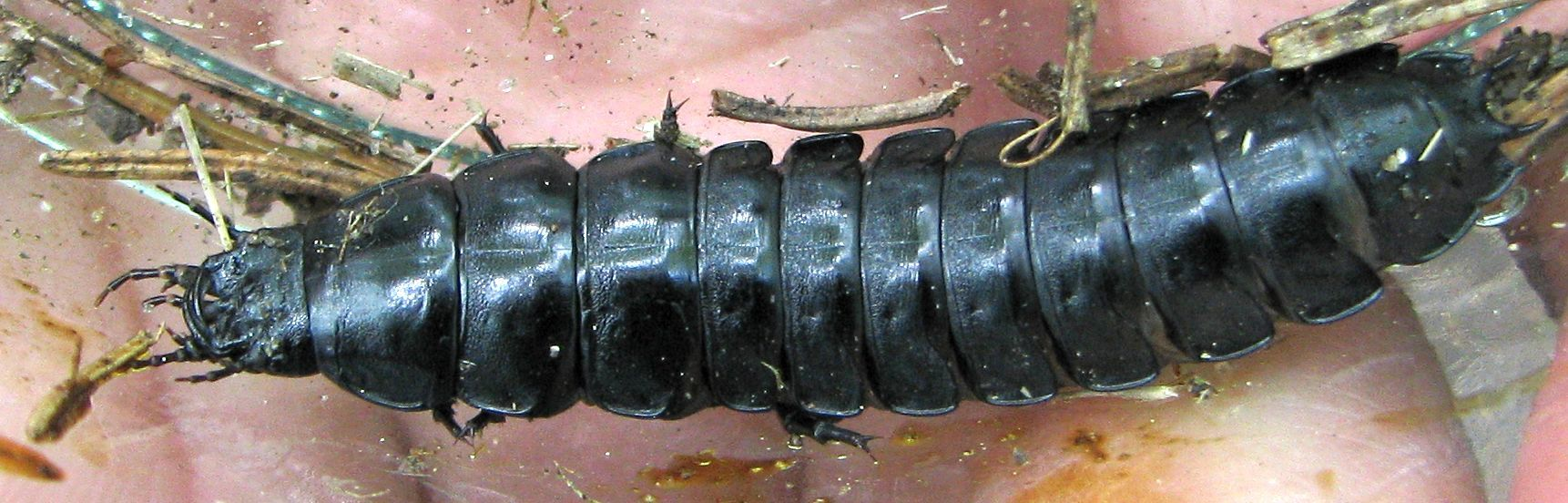
Larwa

Na terenie Polski jest gatunkiem pospolitym, niechronionym, choć dawniej objętym ścisłą ochroną gatunkową.